# Benettitinae
Benettitinae é o nome botânico de uma classe, segundo o sistema de classificação de Wettstein.
Esta classe estava incluido na subdivisão Gymnospermae, divisão Anthophyta, filo Cormophyta.